# Pimpinella afra
Pimpinella afra är en växtart i släktet bockrötter och familjen flockblommiga växter. Arten förekommer i sydöstra Afrika. Den beskrevs först som Anisum afrum av Christian Friedrich Ecklon och Carl Zeyher, och fick sitt nu gällande namn av David Nathaniel Friedrich Dietrich.

## Underarter
- Pimpinella afra subsp. afra
- Pimpinella afra subsp. conopodioides